# Menetou-Couture
Menetou-Couture é uma comuna francesa na região administrativa do Centro, no departamento Cher. Estende-se por uma área de 29,67 km². Em 2010 a comuna tinha 378 habitantes (densidade: 12,7 hab./km²).